# Srednja Jurkovica
Srednja Jurkovica (en serbio: Средња Јурковица) es una aldea de la municipalidad de Gradiška, Republika Srpska, Bosnia y Herzegovina.
Se encuentra incluida administrativamente en el consejo comunal de Jurkovica junto a Gornja Jurkovica; Donja Jurkovica y Šaškinovci.

## Población
| Composición de la Población - Aldea de Srednja Jurkovica | Composición de la Población - Aldea de Srednja Jurkovica | Composición de la Población - Aldea de Srednja Jurkovica | Composición de la Población - Aldea de Srednja Jurkovica | Composición de la Población - Aldea de Srednja Jurkovica |
| -------------------------------------------------------- | -------------------------------------------------------- | -------------------------------------------------------- | -------------------------------------------------------- | -------------------------------------------------------- |
|                                                          | 2013                                                     | 1991                                                     | 1981                                                     | 1971                                                     |
| Total                                                    | 152                                                      | 216 (100%)                                               | 216 (100%)                                               | 289 (100%)                                               |
| Varones                                                  | 69                                                       | -                                                        | -                                                        | -                                                        |
| Mujeres                                                  | 83                                                       | -                                                        | -                                                        | -                                                        |
| Serbios                                                  | 149                                                      | 213 (98,61%)                                             | 181 (83,80%)                                             | 284 (98,27%)                                             |
| Croatas                                                  | -                                                        | 1 (0,46%)                                                | -                                                        | 2 (0,69%)                                                |
| Bosniacos                                                | -                                                        | -                                                        | 1 (0,46%)                                                | 1 1 (0,35%)                                              |
| Eslovenos                                                | -                                                        | -                                                        | -                                                        | -                                                        |
| Musulmanes                                               | -                                                        | -                                                        | -                                                        | -                                                        |
| Montenegrinos                                            | 1                                                        | -                                                        | -                                                        | -                                                        |
| Macedonios                                               | -                                                        | -                                                        | -                                                        | -                                                        |
| Gitanos                                                  | -                                                        | -                                                        | -                                                        | -                                                        |
| Albaneses                                                | -                                                        | -                                                        | -                                                        | -                                                        |
| Ukranianos                                               | -                                                        | -                                                        | -                                                        | -                                                        |
| Yugoslavos                                               | -                                                        | -                                                        | 33 (15,28%)                                              | -                                                        |
| Otros                                                    | -                                                        | 2 (0,93%)                                                | 1 (0,46%)                                                | 2 (0,69%)                                                |
| Sin declarar                                             | -                                                        | -                                                        | -                                                        | -                                                        |
| Desconocidos                                             | 2                                                        | -                                                        | -                                                        | -                                                        |